# Pliszkowate
Pliszkowate (Motacillidae) – rodzina ptaków z rzędu wróblowych (Passeriformes), obejmująca około 70 gatunków zamieszkujących cały świat (oprócz Antarktydy). W Polsce stwierdzono 14 gatunków, choć niektóre tylko tu zalatują.
Są to ptaki owadożerne polujące na ziemi. Występują na otwartych przestrzeniach. Gniazdo wiją na ziemi, składają w nim do 6 jaj.

## Podział systematyczny
Do rodziny zaliczane są następujące rodzaje:
- Dendronanthus Blyth, 1844 – jedynym przedstawicielem jest Dendronanthus indicus (J.F. Gmelin, 1789) – pliszka leśna
- Motacilla Linnaeus, 1758
- Corydalla Vigors, 1825
- Cinaedium Sundevall, 1850
- Tmetothylacus Cabanis, 1879 – jedynym przedstawicielem jest Tmetothylacus tenellus (Cabanis, 1878) – świergotnik
- Macronyx Swainson, 1827
- Madanga Rothschild & E. Hartert, 1923 – jedynym przedstawicielem jest Madanga ruficollis Rothschild & E. Hartert, 1923 – świergotek molucki
- Anthus Bechstein, 1805